# 柯回
柯回（?—?），或作姚柯回，晋朝南安郡赤亭县羌人。据称他的祖先是有虞氏，禹封舜的幼子到西戎，世为羌族酋长。
其后烧当在洮、罕之间称雄，烧当的七世孙滇虞，在汉朝建武中元末年，攻扰西州，被杨虚侯马武击败，被迁徙出塞。滇虞九世孙迁那，率部落内附，汉朝封他为冠军将军、西羌校尉、归顺王，安置在南安赤亭。迁那就是柯回的高祖父。
柯回为曹魏的镇西将军、绥戎校尉、西羌都督。柯回的儿子姚弋仲，是后秦开国皇帝姚苌的父亲。